# 曼德勒中央車站
曼德勒中央車站位於曼德勒（瓦城）市中心，是緬甸最大的火車站之一，1889年啟用。目前所使用的車站是一座7層樓的建築，車站大樓最近建成，而該建築的一部分是酒店。